# Чемпионат мира по хоккею с шайбой среди молодёжных команд 2012
Чемпионат мира по хоккею с шайбой среди молодёжных команд 2012 года — 36-й турнир молодёжного чемпионата мира под эгидой ИИХФ, проходивший с 26 декабря 2011 года по 5 января 2012 года в Калгари и Эдмонтоне, Канада. Чемпионом стала сборная Швеции, обыгравшая в финале сборную России со счётом 1:0. Таким образом, шведы вновь поднялись на высшую ступень пьедестала почёта мировых первенств спустя 31 год.
Сборная Канады, обыгравшая в матче за третье место сборную Финляндии со счётом 4:0, впервые за 11 лет не смогла выйти в решающий матч, проиграв в полуфинале российской сборной 5:6, ещё в середине третьего периода уступая со счётом 1:6. Тем не менее, канадцы продолжили свою серию из 14 подряд призовых мест на чемпионатах мира (5 золотых, 6 серебряных и 3 бронзовые медали). Сборная Финляндии, заняв четвёртое место, добилась своего лучшего результата, начиная с 2006 года, в то время как сборная США впервые с 1999 года не смогла выйти из группы.
Самым ценным игроком и лучшим нападающим чемпионата был признан Евгений Кузнецов, который также стал лучшим бомбардиром, набрав 13 (6+7) очков за результативность. Лучшим защитником турнира стал канадец Брэндон Гормли, а лучшим вратарём чех Петр Мразек.

## Выбор принимающих городов
1 февраля 2008 года Федерация хоккея Канады вместе с Канадской хоккейной лигой (CHL) объявили о том, что они получили 6 заявок на проведение чемпионата мира: Галифакс, Лондон / Уинсор, Виннипег, Калгари / Эдмонтон, Саскатун и Торонто. Первые трое отозвали свои кандидатуры ещё до крайнего срока подачи заявок, а Саскатун не смог претендовать на право проведения из-за того, что в 2010 году в провинции Саскачеван уже проводилось мировое первенство, проходившее в Реджайне.
28 августа 2008 года было объявлено о том, что чемпионат мира 2012 года пройдёт в Калгари и Эдмонтоне, чью заявку поддержали клубы Национальной хоккейной лиги (НХЛ) «Калгари Флэймз» и «Эдмонтон Ойлерз», а также команды Западной хоккейной лиги (WHL) «Калгари Хитмен» и «Эдмонтон Ойл Кингз». Таким образом, провинция Альберта во второй раз в истории получила право проведения мирового первенства, после того как в 1995 году чемпионат мира принимал город Ред-Дир, а некоторые матчи турнира проходили, как раз, в Калгари и Эдмонтоне.

## Арены
На предварительном этапе матчи группы A проходили в «Скоушабэнк-Сэдлдоум», а матчи группы B в «Рексал Плэйс». Все матчи плей-офф и утешительного раунда прошли в «Скоушабэнк-Сэдлдоум».
| Скоушабэнк-Сэдлдоум Вместимость: 19 289 | Рексал Плэйс Вместимость: 16 839 |
| --------------------------------------- | -------------------------------- |
|                                         |                                  |
| Канада — Калгари                        | Канада — Эдмонтон                |

## Участвующие команды
В чемпионате принимали участие 10 национальных команд — восемь из Европы и две из Северной Америки. Сборные Дании и Латвии пришли из первого дивизиона, остальные — с прошлого турнира ТОП-дивизиона.
| Европа - Чехия* - Словакия* - Финляндия* - Дания^ - Россия* | - Швеция* - Латвия^ - Швейцария* Северная Америка - Канада× - США* |  |

* = 8 команд автоматически квалифицировались в высший дивизион по итогам чемпионата мира 2011 года
^ = 2 команды перешли в высший дивизион по итогам первого дивизиона чемпионата мира 2011 года
× = Квалифицировались как хозяева чемпионата 

## Судьи
ИИХФ утвердила 12 главных и 10 линейных судей для обслуживания матчей чемпионата мира по хоккею с шайбой среди молодёжных команд 2012 года.
| Главные судьи - Вячеслав Буланов - Иан Крофт - Томас Стернс - Девин Кляйн - Дерек Заласки - Том Лааксонен - Юри Петтери Рённ - Микаэль Норд - Сёрен Перссон - Даниэль Пихачек - Брент Райбер - Владимир Шиндлер | Линейные судьи - Крис Карлсон - Киль Мерчинсон - Николас Флури - Иржи Гебауэр - Юханнес Как - Милан Новак - Андре Шрадер - Дмитрий Сивов - Ханну Сормунен - Кристофер Вудворт |  |

## Рекорд посещаемости
В качестве одного из преимуществ своей заявки как Калгари, так и Эдмонтон называли установление рекорда посещаемости мировых первенств. По предварительным подсчётам количество болельщиков, посетивших турнир, должно было превосходить цифру в 475 000 человек, а ожидаемый доход должен был составить $42 млн. После того как некоторое количество билетов было распределено между владельцами сезонных абонементов на матчи «Флэймз», «Ойлерз», «Хитмен» и «Ойл Кингз», оставшиеся квитки были разыграны в лотерее, организованной хозяевами чемпионата. Наплыв заявок, крайний срок приёма которых должен был совпасть с окончанием мирового первенства 2011 года, был настолько велик, что официальный сайт турнира испытал серьёзные технические проблемы. Всего же, по словам организаторов, количество поданных заявок превысило 187 000, а билеты, выигранные в лотерее, были распроданы в течение нескольких дней, за год до начала турнира. Несмотря на то, что сами организаторы были полностью удовлетворены результатом, некоторые болельщики выразили своё недовольство тем фактом, что к тому моменту, когда они были должны выкупать выигранные ими билеты, в продаже их уже не осталось. Тем не менее, новый рекорд посещаемости чемпионатов мира всё-таки был установлен, однако число болельщиков всё же не дотянуло до цифры, обозначенной организаторами. 455 342 человек посетило матчи мирового первенства, что на 2 060 человек больше рекорда, установленного в 2009 году.

## Предварительный этап
|  | Команды, выходящие в полуфинал          |
|  | Команды, выходящие в четвертьфинал      |
|  | Команды, выходящие в утешительный раунд |

### Группа A
| М | Сборная   | И | В | ВО | ПО | П | ШЗ | ШП | РШ  | О  |
| - | --------- | - | - | -- | -- | - | -- | -- | --- | -- |
| 1 | Швеция    | 4 | 2 | 2  | 0  | 0 | 26 | 11 | +15 | 10 |
| 2 | Россия    | 4 | 3 | 0  | 1  | 0 | 23 | 5  | +18 | 10 |
| 3 | Словакия  | 4 | 2 | 0  | 0  | 2 | 11 | 17 | −6  | 6  |
| 4 | Швейцария | 4 | 1 | 0  | 1  | 2 | 12 | 16 | −4  | 4  |
| 5 | Латвия    | 4 | 0 | 0  | 0  | 4 | 8  | 31 | −23 | 0  |

Время местное (UTC-7).
| 26 декабря 2011 15:30 | Латвия | 4:9 (2:3, 1:3, 1:3) | Швеция | Скоушабэнк-Сэдлдоум Зрителей: 12 544 |

| Отчёт  | Отчёт | Отчёт  | Отчёт | Отчёт                                                                          |
| ------ | ----- | ------ | ----- | ------------------------------------------------------------------------------ |
|        |       |        |       |                                                                                |
|        |       |        |       | Судьи: Даниэль Пихачек Дерек Заласки Линейные судьи: Иржи Гебауэр Андре Шрадер |
|        |       |        |       |                                                                                |
|        |       |        |       |                                                                                |
|        |       |        |       |                                                                                |
|        |       |        |       |                                                                                |
|        |       |        |       |                                                                                |
| 20 мин | Штраф | 26 мин |       |                                                                                |
|        |       |        |       |                                                                                |
|        | 13    | Броски | 40    |                                                                                |

| 26 декабря 2011 20:00 | Швейцария | 0:3 (0:1, 0:2, 0:0) | Россия | Скоушабэнк-Сэдлдоум Зрителей: 15 390 |

| Отчёт | Отчёт                   | Отчёт | Отчёт                            | Отчёт                                                                            |
| ----- | ----------------------- | --- | -------------------------------- | -------------------------------------------------------------------------------- |
|       |                         | |                                  |                                                                                  |
|       | Тим Вольф — 00:00-60:00 | Вратари | 00:00-60:00 — Андрей Василевский | Судьи: Том Лааксонен Томас Стернс Линейные судьи: Крис Карлсон Кристофер Вудворт |
|       | Голы:                   | |                                  | Судьи: Том Лааксонен Томас Стернс Линейные судьи: Крис Карлсон Кристофер Вудворт |
|       | 0:1 0:2 0:3             | 08:22 — Александр Хохлачёв 25:37 — Никита Гусев (Я. Косов, М. Григоренко) 35:04 — Михаил Григоренко (Н. Кучеров, Н. Гусев) |                                  | Судьи: Том Лааксонен Томас Стернс Линейные судьи: Крис Карлсон Кристофер Вудворт |
|       |                         | |                                  | Судьи: Том Лааксонен Томас Стернс Линейные судьи: Крис Карлсон Кристофер Вудворт |
|       |                         | |                                  | Судьи: Том Лааксонен Томас Стернс Линейные судьи: Крис Карлсон Кристофер Вудворт |
|       |                         | |                                  | Судьи: Том Лааксонен Томас Стернс Линейные судьи: Крис Карлсон Кристофер Вудворт |
| 6 мин | Штраф                   | 8 мин |                                  | Судьи: Том Лааксонен Томас Стернс Линейные судьи: Крис Карлсон Кристофер Вудворт |
|       |                         | |                                  |                                                                                  |
|       | 40                      | Броски | 30                               |                                                                                  |

| 27 декабря 2011 20:00 | Словакия | 3:1 (0:0, 1:1, 2:0) | Латвия | Скоушабэнк-Сэдлдоум Зрителей: 12 589 |

| Отчёт | Отчёт                     | Отчёт                                | Отчёт                                                     | Отчёт                                                                         |
| --- | ------------------------- | ------------------------------------ | --------------------------------------------------------- | ----------------------------------------------------------------------------- |
| |                           |                                      |                                                           |                                                                               |
| | Юрай Шимбох — 00:00-60:00 | Вратари                              | 00:00-58:17 — Кристерс Гудлевскис 58:44-59:22 59:44-60:00 | Судьи: Иан Крофт Владимир Шиндлер Линейные судьи: Андре Шрадер Ханну Сормунен |
| | Голы:                     |                                      |                                                           | Судьи: Иан Крофт Владимир Шиндлер Линейные судьи: Андре Шрадер Ханну Сормунен |
| Томаш Юрчо (бол.) — 35:28 (М. Маринчин, М. Гернат) Марек Тврдон — 42:02 (М. Бубела, М. Томан) Михал Томан — 59:22 (Р. Мраз) | 0:1 :1 2:1 3:1            | 26:41 — Юрис Зиеминьш (А. Кузменков) |                                                           | Судьи: Иан Крофт Владимир Шиндлер Линейные судьи: Андре Шрадер Ханну Сормунен |
| |                           |                                      |                                                           | Судьи: Иан Крофт Владимир Шиндлер Линейные судьи: Андре Шрадер Ханну Сормунен |
| |                           |                                      |                                                           | Судьи: Иан Крофт Владимир Шиндлер Линейные судьи: Андре Шрадер Ханну Сормунен |
| |                           |                                      |                                                           | Судьи: Иан Крофт Владимир Шиндлер Линейные судьи: Андре Шрадер Ханну Сормунен |
| 12 мин | Штраф                     | 8 мин                                |                                                           | Судьи: Иан Крофт Владимир Шиндлер Линейные судьи: Андре Шрадер Ханну Сормунен |
| |                           |                                      |                                                           |                                                                               |
| | 45                        | Броски                               | 26                                                        |                                                                               |

| 28 декабря 2011 15:30 | Швеция | 4:3 (Б) (1:0, 1:1, 1:2, 0:0, 1:0) | Швейцария | Скоушабэнк-Сэдлдоум Зрителей: 14 782 |

| Отчёт  | Отчёт | Отчёт  | Отчёт | Отчёт                                                                       |
| ------ | ----- | ------ | ----- | --------------------------------------------------------------------------- |
|        |       |        |       |                                                                             |
|        |       |        |       | Судьи: Иан Крофт Владимир Шиндлер Линейные судьи: Крис Карлсон Иржи Гебауэр |
|        |       |        |       |                                                                             |
|        |       |        |       |                                                                             |
|        |       |        |       |                                                                             |
|        |       |        |       |                                                                             |
|        |       |        |       |                                                                             |
| 22 мин | Штраф | 12 мин |       |                                                                             |
|        |       |        |       |                                                                             |
|        | 54    | Броски | 27    |                                                                             |

| 28 декабря 2011 20:00 | Россия | 3:1 (0:1, 1:0, 2:0) | Словакия | Скоушабэнк-Сэдлдоум Зрителей: 15 987 |

| Отчёт | Отчёт                        | Отчёт                | Отчёт                     | Отчёт                                                                                 |
| --- | ---------------------------- | -------------------- | ------------------------- | ------------------------------------------------------------------------------------- |
| |                              |                      |                           |                                                                                       |
| | Андрей Макаров — 00:00-60:00 | Вратари              | 00:00-60:00 — Юрай Шимбох | Судьи: Даниэль Пихачек Дерек Заласки Линейные судьи: Ханну Сормунен Кристофер Вудворт |
| | Голы:                        |                      |                           | Судьи: Даниэль Пихачек Дерек Заласки Линейные судьи: Ханну Сормунен Кристофер Вудворт |
| Игорь Ожиганов — 24:11 (Н. Якупов, Я. Косов) Михаил Науменков — 41:45 (И. Земченко) Никита Кучеров — 54:31 (М. Григоренко, Н. Нестеров) | 0:1 :1 2:1 3:1               | 19:27 — Милош Бубела |                           | Судьи: Даниэль Пихачек Дерек Заласки Линейные судьи: Ханну Сормунен Кристофер Вудворт |
| |                              |                      |                           | Судьи: Даниэль Пихачек Дерек Заласки Линейные судьи: Ханну Сормунен Кристофер Вудворт |
| |                              |                      |                           | Судьи: Даниэль Пихачек Дерек Заласки Линейные судьи: Ханну Сормунен Кристофер Вудворт |
| |                              |                      |                           | Судьи: Даниэль Пихачек Дерек Заласки Линейные судьи: Ханну Сормунен Кристофер Вудворт |
| 20 мин | Штраф                        | 2 мин                |                           | Судьи: Даниэль Пихачек Дерек Заласки Линейные судьи: Ханну Сормунен Кристофер Вудворт |
| |                              |                      |                           |                                                                                       |
| | 40                           | Броски               | 32                        |                                                                                       |

| 29 декабря 2011 20:00 | Латвия | 0:14 (0:1, 0:6, 0:7) | Россия | Скоушабэнк-Сэдлдоум Зрителей: 14 780 |

| Отчёт  | Отчёт                                                        | Отчёт | Отчёт                            | Отчёт                                                                       |
| ------ | ------------------------------------------------------------ | --- | -------------------------------- | --------------------------------------------------------------------------- |
|        |                                                              | |                                  |                                                                             |
|        | Элвис Мерзликин — 00:00-60:00                                | Вратари | 00:00-60:00 — Андрей Василевский | Судьи: Микаэль Норд Сёрен Перссон Линейные судьи: Крис Карлсон Андре Шрадер |
|        | Голы:                                                        | |                                  | Судьи: Микаэль Норд Сёрен Перссон Линейные судьи: Крис Карлсон Андре Шрадер |
|        | 0:1 0:2 0:3 0:4 0:5 0:6 0:7 0:8 0:9 0:10 0:11 0:12 0:13 0:14 | 10:29 — Михаил Григоренко (Н. Кучеров, Н. Гусев) 20:52 — Артём Сергеев (бол.) (Н. Якупов, З. Арзамасцев) 27:04 — Евгений Кузнецов (бол.) (Н. Якупов, В. Антипин) 30:04 — Евгений Кузнецов (бол.) (Н. Гусев, Н. Нестеров) 32:53 — Григорий Желдаков (Е. Кузнецов, Н. Гусев) 35:07 — Никита Гусев (бол.) (Е. Кузнецов, Н. Нестеров) 38:34 — Никита Гусев (Н. Кучеров, Е. Кузнецов) 40:40 — Павел Куликов (Е. Кузнецов, И. Земченко) 41:43 — Александр Хохлачёв (Н. Якупов, М. Науменков) 42:34 — Евгений Кузнецов (Н. Гусев, Н. Кучеров) 44:14 — Игнат Земченко (П. Куликов, Е. Кузнецов) 51:36 — Ярослав Косов (Д. Апальков, С. Барбашев) 53:29 — Александр Хохлачёв (бол.) (И. Телегин, В. Антипин) 54:24 — Никита Нестеров (Н. Гусев, Е. Кузнецов) |                                  | Судьи: Микаэль Норд Сёрен Перссон Линейные судьи: Крис Карлсон Андре Шрадер |
|        |                                                              | |                                  | Судьи: Микаэль Норд Сёрен Перссон Линейные судьи: Крис Карлсон Андре Шрадер |
|        |                                                              | |                                  | Судьи: Микаэль Норд Сёрен Перссон Линейные судьи: Крис Карлсон Андре Шрадер |
|        |                                                              | |                                  | Судьи: Микаэль Норд Сёрен Перссон Линейные судьи: Крис Карлсон Андре Шрадер |
| 10 мин | Штраф                                                        | 10 мин |                                  | Судьи: Микаэль Норд Сёрен Перссон Линейные судьи: Крис Карлсон Андре Шрадер |
|        |                                                              | |                                  |                                                                             |
|        | 30                                                           | Броски | 50                               |                                                                             |

| 30 декабря 2011 15:30 | Швеция | 9:1 (2:1, 2:0, 5:0) | Словакия | Скоушабэнк-Сэдлдоум Зрителей: 15 187 |

| Отчёт  | Отчёт | Отчёт  | Отчёт | Отчёт                                                                         |
| ------ | ----- | ------ | ----- | ----------------------------------------------------------------------------- |
|        |       |        |       |                                                                               |
|        |       |        |       | Судьи: Иан Крофт Том Лааксонен Линейные судьи: Иржи Гебауэр Кристофер Вудворт |
|        |       |        |       |                                                                               |
|        |       |        |       |                                                                               |
|        |       |        |       |                                                                               |
|        |       |        |       |                                                                               |
|        |       |        |       |                                                                               |
| 20 мин | Штраф | 16 мин |       |                                                                               |
|        |       |        |       |                                                                               |
|        | 55    | Броски | 15    |                                                                               |

| 30 декабря 2011 20:00 | Швейцария | 5:3 (1:0, 2:1, 2:2) | Латвия | Скоушабэнк-Сэдлдоум Зрителей: 13 666 |

| Отчёт  | Отчёт | Отчёт  | Отчёт | Отчёт                                                                            |
| ------ | ----- | ------ | ----- | -------------------------------------------------------------------------------- |
|        |       |        |       |                                                                                  |
|        |       |        |       | Судьи: Даниэль Пихачек Дерек Заласки Линейные судьи: Андре Шрадер Ханну Сормунен |
|        |       |        |       |                                                                                  |
|        |       |        |       |                                                                                  |
|        |       |        |       |                                                                                  |
|        |       |        |       |                                                                                  |
|        |       |        |       |                                                                                  |
| 12 мин | Штраф | 6 мин  |       |                                                                                  |
|        |       |        |       |                                                                                  |
|        | 41    | Броски | 23    |                                                                                  |

| 31 декабря 2011 16:00 | Словакия | 6:4 (1:2, 1:1, 4:1) | Швейцария | Скоушабэнк-Сэдлдоум Зрителей: 13 029 |

| Отчёт  | Отчёт | Отчёт  | Отчёт | Отчёт                                                                         |
| ------ | ----- | ------ | ----- | ----------------------------------------------------------------------------- |
|        |       |        |       |                                                                               |
|        |       |        |       | Судьи: Томас Стернс Дерек Заласки Линейные судьи: Иржи Гебауэр Ханну Сормунен |
|        |       |        |       |                                                                               |
|        |       |        |       |                                                                               |
|        |       |        |       |                                                                               |
|        |       |        |       |                                                                               |
|        |       |        |       |                                                                               |
| 10 мин | Штраф | 6 мин  |       |                                                                               |
|        |       |        |       |                                                                               |
|        | 31    | Броски | 28    |                                                                               |

| 31 декабря 2011 20:00 | Россия | 3:4 (OT) (3:0, 0:0, 0:3, 0:1) | Швеция | Скоушабэнк-Сэдлдоум Зрителей: 16 643 |

| Отчёт | Отчёт                            | Отчёт | Отчёт                                                                                    | Отчёт                                                                                |
| --- | -------------------------------- | --- | ---------------------------------------------------------------------------------------- | ------------------------------------------------------------------------------------ |
| |                                  | |                                                                                          |                                                                                      |
| | Андрей Василевский — 00:00-62:44 | Вратари | 00:00-58:18 — Юхан Густафссон 58:18-58:42 — Антон Форсберг 59:20-62:44 — Юхан Густафссон | Судьи: Том Лааксонен Владимир Шиндлер Линейные судьи: Крис Карлсон Кристофер Вудворт |
| | Голы:                            | |                                                                                          | Судьи: Том Лааксонен Владимир Шиндлер Линейные судьи: Крис Карлсон Кристофер Вудворт |
| Игнат Земченко — 02:09 (Н. Якупов) Ярослав Косов — 02:16 (С. Барбашев, Д. Апальков) Иван Телегин (бол.) — 13:33 | 1:0 2:0 3:0 3:1 3:2 3:3 3:4      | 43:17 — Оскар Клефбом (Ю. Ларссон) 52:19 — Рикард Ракелль (П. Немет, Ю. Ларссон) 59:20 — Макс Фриберг (Ю. Бродин, Ю. Нордстрём) 62:44 — Юаким Нордстрём (П. Немет, М. Фриберг) |                                                                                          | Судьи: Том Лааксонен Владимир Шиндлер Линейные судьи: Крис Карлсон Кристофер Вудворт |
| |                                  | |                                                                                          | Судьи: Том Лааксонен Владимир Шиндлер Линейные судьи: Крис Карлсон Кристофер Вудворт |
| |                                  | |                                                                                          | Судьи: Том Лааксонен Владимир Шиндлер Линейные судьи: Крис Карлсон Кристофер Вудворт |
| |                                  | |                                                                                          | Судьи: Том Лааксонен Владимир Шиндлер Линейные судьи: Крис Карлсон Кристофер Вудворт |
| 16 мин | Штраф                            | 4 мин |                                                                                          | Судьи: Том Лааксонен Владимир Шиндлер Линейные судьи: Крис Карлсон Кристофер Вудворт |
| |                                  | |                                                                                          |                                                                                      |
| | 26                               | Броски | 55                                                                                       |                                                                                      |

### Группа B
| М | Сборная   | И | В | ВО | ПО | П | ШЗ | ШП | РШ  | О  |
| - | --------- | - | - | -- | -- | - | -- | -- | --- | -- |
| 1 | Канада    | 4 | 4 | 0  | 0  | 0 | 26 | 5  | +21 | 12 |
| 2 | Финляндия | 4 | 3 | 0  | 0  | 1 | 19 | 10 | +9  | 9  |
| 3 | Чехия     | 4 | 2 | 0  | 0  | 2 | 12 | 11 | +1  | 6  |
| 4 | США       | 4 | 1 | 0  | 0  | 3 | 16 | 15 | +1  | 3  |
| 5 | Дания     | 4 | 0 | 0  | 0  | 4 | 6  | 38 | −32 | 0  |

Время местное (UTC-7).
| 26 декабря 2011 13:30 | Финляндия | 1:8 (0:2, 1:3, 0:3) | Канада | Рексал Плэйс Зрителей: 15 296 |

| Отчёт | Отчёт                               | Отчёт  | Отчёт | Отчёт                                                                     |
| ----- | ----------------------------------- | ------ | ----- | ------------------------------------------------------------------------- |
|       |                                     |        |       |                                                                           |
|       |                                     |        |       | Судьи: Микаэль Норд Сёрен Перссон Линейные судьи: Юханнес Как Милан Новак |
|       | Голы:                               |        |       |                                                                           |
|       | 0:1 0:2 1:2 1:3 1:4 1:5 1:6 1:7 1:8 |        |       |                                                                           |
|       |                                     |        |       |                                                                           |
|       |                                     |        |       |                                                                           |
|       |                                     |        |       |                                                                           |
| 4 мин | Штраф                               | 8 мин  |       |                                                                           |
|       |                                     |        |       |                                                                           |
|       | 25                                  | Броски | 42    |                                                                           |

| 26 декабря 2011 18:00 | Дания | 3:11 (2:3, 0:6, 1:2) | США | Рексал Плэйс Зрителей: 13 604 |

| Отчёт  | Отчёт | Отчёт  | Отчёт | Отчёт                                                                                 |
| ------ | ----- | ------ | ----- | ------------------------------------------------------------------------------------- |
|        |       |        |       |                                                                                       |
|        |       |        |       | Судьи: Вячеслав Буланов Юри Петтери Рённ Линейные судьи: Киль Мерчинсон Дмитрий Сивов |
|        |       |        |       |                                                                                       |
|        |       |        |       |                                                                                       |
|        |       |        |       |                                                                                       |
|        |       |        |       |                                                                                       |
|        |       |        |       |                                                                                       |
| 20 мин | Штраф | 8 мин  |       |                                                                                       |
|        |       |        |       |                                                                                       |
|        | 24    | Броски | 44    |                                                                                       |

| 27 декабря 2011 18:00 | Чехия | 7:0 (1:0, 2:0, 4:0) | Дания | Рексал Плэйс Зрителей: 12 967 |

| Отчёт | Отчёт | Отчёт  | Отчёт | Отчёт                                                                       |
| ----- | ----- | ------ | ----- | --------------------------------------------------------------------------- |
|       |       |        |       |                                                                             |
|       |       |        |       | Судьи: Девин Кляйн Брент Райбер Линейные судьи: Николас Флури Дмитрий Сивов |
|       |       |        |       |                                                                             |
|       |       |        |       |                                                                             |
|       |       |        |       |                                                                             |
|       |       |        |       |                                                                             |
|       |       |        |       |                                                                             |
| 8 мин | Штраф | 8 мин  |       |                                                                             |
|       |       |        |       |                                                                             |
|       | 44    | Броски | 12    |                                                                             |

| 28 декабря 2011 13:30 | США | 1:4 (0:0, 0:1, 1:3) | Финляндия | Рексал Плэйс Зрителей: 14 000 |

| Отчёт  | Отчёт | Отчёт  | Отчёт | Отчёт                                                                       |
| ------ | ----- | ------ | ----- | --------------------------------------------------------------------------- |
|        |       |        |       |                                                                             |
|        |       |        |       | Судьи: Девин Кляйн Брент Райбер Линейные судьи: Киль Мерчинсон Иржи Гебауэр |
|        |       |        |       |                                                                             |
|        |       |        |       |                                                                             |
|        |       |        |       |                                                                             |
|        |       |        |       |                                                                             |
|        |       |        |       |                                                                             |
| 10 мин | Штраф | 8 мин  |       |                                                                             |
|        |       |        |       |                                                                             |
|        | 39    | Броски | 27    |                                                                             |

| 28 декабря 2011 18:00 | Канада | 5:0 (1:0, 2:0, 2:0) | Чехия | Рексал Плэйс Зрителей: 16 417 |

| Отчёт  | Отчёт | Отчёт  | Отчёт | Отчёт                                                                              |
| ------ | ----- | ------ | ----- | ---------------------------------------------------------------------------------- |
|        |       |        |       |                                                                                    |
|        |       |        |       | Судьи: Вячеслав Буланов Юри Петтери Рённ Линейные судьи: Николас Флури Юханнес Как |
|        |       |        |       |                                                                                    |
|        |       |        |       |                                                                                    |
|        |       |        |       |                                                                                    |
|        |       |        |       |                                                                                    |
|        |       |        |       |                                                                                    |
| 26 мин | Штраф | 20 мин |       |                                                                                    |
|        |       |        |       |                                                                                    |
|        | 38    | Броски | 26    |                                                                                    |

| 29 декабря 2011 18:00 | Дания | 2:10 (0:4, 0:3, 2:3) | Канада | Рексал Плэйс Зрителей: 16 275 |

| Отчёт | Отчёт | Отчёт  | Отчёт | Отчёт                                                                       |
| ----- | ----- | ------ | ----- | --------------------------------------------------------------------------- |
|       |       |        |       |                                                                             |
|       |       |        |       | Судьи: Том Лааксонен Томас Стернс Линейные судьи: Юханнес Как Дмитрий Сивов |
|       |       |        |       |                                                                             |
|       |       |        |       |                                                                             |
|       |       |        |       |                                                                             |
|       |       |        |       |                                                                             |
|       |       |        |       |                                                                             |
| 4 мин | Штраф | 16 мин |       |                                                                             |
|       |       |        |       |                                                                             |
|       | 26    | Броски | 51    |                                                                             |

| 30 декабря 2011 13:30 | США | 2:5 (1:1, 1:1, 0:3) | Чехия | Рексал Плэйс Зрителей: 14 733 |

| Отчёт | Отчёт | Отчёт  | Отчёт | Отчёт                                                                             |
| ----- | ----- | ------ | ----- | --------------------------------------------------------------------------------- |
|       |       |        |       |                                                                                   |
|       |       |        |       | Судьи: Брент Райбер Юри Петтери Рённ Линейные судьи: Киль Мерчинсон Дмитрий Сивов |
|       |       |        |       |                                                                                   |
|       |       |        |       |                                                                                   |
|       |       |        |       |                                                                                   |
|       |       |        |       |                                                                                   |
|       |       |        |       |                                                                                   |
| 6 мин | Штраф | 37 мин |       |                                                                                   |
|       |       |        |       |                                                                                   |
|       | 54    | Броски | 29    |                                                                                   |

| 30 декабря 2011 18:00 | Финляндия | 10:1 (3:0, 2:1, 5:0) | Дания | Рексал Плэйс Зрителей: 13 144 |

| Отчёт  | Отчёт | Отчёт  | Отчёт | Отчёт                                                                          |
| ------ | ----- | ------ | ----- | ------------------------------------------------------------------------------ |
|        |       |        |       |                                                                                |
|        |       |        |       | Судьи: Вячеслав Буланов Микаэль Норд Линейные судьи: Николас Флури Милан Новак |
|        |       |        |       |                                                                                |
|        |       |        |       |                                                                                |
|        |       |        |       |                                                                                |
|        |       |        |       |                                                                                |
|        |       |        |       |                                                                                |
| 10 мин | Штраф | 12 мин |       |                                                                                |
|        |       |        |       |                                                                                |
|        | 59    | Броски | 25    |                                                                                |

| 31 декабря 2011 14:00 | Чехия | 0:4 (0:2, 0:1, 0:1) | Финляндия | Рексал Плэйс Зрителей: 14 429 |

| Отчёт  | Отчёт | Отчёт  | Отчёт | Отчёт                                                                        |
| ------ | ----- | ------ | ----- | ---------------------------------------------------------------------------- |
|        |       |        |       |                                                                              |
|        |       |        |       | Судьи: Девин Кляйн Брент Райбер Линейные судьи: Николас Флури Киль Мерчинсон |
|        |       |        |       |                                                                              |
|        |       |        |       |                                                                              |
|        |       |        |       |                                                                              |
|        |       |        |       |                                                                              |
|        |       |        |       |                                                                              |
| 16 мин | Штраф | 2 мин  |       |                                                                              |
|        |       |        |       |                                                                              |
|        | 36    | Броски | 28    |                                                                              |

| 31 декабря 2011 18:00 | Канада | 3:2 (3:0, 0:0, 0:2) | США | Рексал Плэйс Зрителей: 16 647 |

| Отчёт  | Отчёт | Отчёт  | Отчёт | Отчёт                                                                         |
| ------ | ----- | ------ | ----- | ----------------------------------------------------------------------------- |
|        |       |        |       |                                                                               |
|        |       |        |       | Судьи: Вячеслав Буланов Сёрен Перссон Линейные судьи: Юханнес Как Милан Новак |
|        |       |        |       |                                                                               |
|        |       |        |       |                                                                               |
|        |       |        |       |                                                                               |
|        |       |        |       |                                                                               |
|        |       |        |       |                                                                               |
| 12 мин | Штраф | 10 мин |       |                                                                               |
|        |       |        |       |                                                                               |
|        | 35    | Броски | 32    |                                                                               |

## Утешительный раунд
Учитываются результаты личных встреч предварительного раунда.
|  | Команда, переходящая в группу А первого дивизиона чемпионата мира 2013 года |

| М | Сборная   | И | В | ВО | ПО | П | ШЗ | ШП | РШ  | О |
| - | --------- | - | - | -- | -- | - | -- | -- | --- | - |
| 1 | США       | 3 | 3 | 0  | 0  | 0 | 25 | 6  | +19 | 9 |
| 2 | Швейцария | 3 | 1 | 1  | 0  | 1 | 10 | 8  | +2  | 5 |
| 3 | Латвия    | 3 | 0 | 1  | 0  | 2 | 7  | 18 | −11 | 2 |
| 4 | Дания     | 3 | 0 | 0  | 2  | 1 | 7  | 17 | −10 | 2 |

Время местное (UTC-7).
| 2 января 2012 11:00 | Швейцария | 4:3 (OT) (2:2, 1:1, 0:0, 1:0) | Дания | Скоушабэнк-Сэдлдоум Зрителей: 9368 |

| Отчёт  | Отчёт | Отчёт  | Отчёт | Отчёт                                                                        |
| ------ | ----- | ------ | ----- | ---------------------------------------------------------------------------- |
|        |       |        |       |                                                                              |
|        |       |        |       | Судьи: Иан Крофт Юри Петтери Рённ Линейные судьи: Милан Новак Ханну Сормунен |
|        |       |        |       |                                                                              |
|        |       |        |       |                                                                              |
|        |       |        |       |                                                                              |
|        |       |        |       |                                                                              |
|        |       |        |       |                                                                              |
| 12 мин | Штраф | 4 мин  |       |                                                                              |
|        |       |        |       |                                                                              |
|        | 36    | Броски | 35    |                                                                              |

| 3 января 2012 11:00 | США | 12:2 (4:0, 7:1, 1:1) | Латвия | Скоушабэнк-Сэдлдоум Зрителей: 9146 |

| Отчёт | Отчёт | Отчёт  | Отчёт | Отчёт                                                                    |
| ----- | ----- | ------ | ----- | ------------------------------------------------------------------------ |
|       |       |        |       |                                                                          |
|       |       |        |       | Судьи: Девин Кляйн Микаэль Норд Линейные судьи: Иржи Гебауэр Юханнес Как |
|       |       |        |       |                                                                          |
|       |       |        |       |                                                                          |
|       |       |        |       |                                                                          |
|       |       |        |       |                                                                          |
|       |       |        |       |                                                                          |
| 6 мин | Штраф | 18 мин |       |                                                                          |
|       |       |        |       |                                                                          |
|       | 58    | Броски | 29    |                                                                          |

| 4 января 2012 11:00 | Латвия | 2:1 (OT) (0:1, 1:0, 0:0, 1:0) | Дания | Скоушабэнк-Сэдлдоум Зрителей: 6983 |

| Отчёт | Отчёт | Отчёт  | Отчёт | Отчёт                                                                     |
| ----- | ----- | ------ | ----- | ------------------------------------------------------------------------- |
|       |       |        |       |                                                                           |
|       |       |        |       | Судьи: Сёрен Перссон Томас Стернс Линейные судьи: Юханнес Как Милан Новак |
|       |       |        |       |                                                                           |
|       |       |        |       |                                                                           |
|       |       |        |       |                                                                           |
|       |       |        |       |                                                                           |
|       |       |        |       |                                                                           |
| 2 мин | Штраф | 2 мин  |       |                                                                           |
|       |       |        |       |                                                                           |
|       | 31    | Броски | 23    |                                                                           |

| 4 января 2012 15:00 | Швейцария | 1:2 (1:2, 0:0, 0:0) | США | Скоушабэнк-Сэдлдоум Зрителей: 10 624 |

| Отчёт  | Отчёт | Отчёт  | Отчёт | Отчёт                                                                            |
| ------ | ----- | ------ | ----- | -------------------------------------------------------------------------------- |
|        |       |        |       |                                                                                  |
|        |       |        |       | Судьи: Том Лааксонен Владимир Шиндлер Линейные судьи: Иржи Гебауэр Дмитрий Сивов |
|        |       |        |       |                                                                                  |
|        |       |        |       |                                                                                  |
|        |       |        |       |                                                                                  |
|        |       |        |       |                                                                                  |
|        |       |        |       |                                                                                  |
| 10 мин | Штраф | 6 мин  |       |                                                                                  |
|        |       |        |       |                                                                                  |
|        | 22    | Броски | 42    |                                                                                  |

## Плей-офф
|  | Четвертьфинал | Четвертьфинал | Четвертьфинал |  |  | Полуфинал | Полуфинал | Полуфинал |  |  | Финал | Финал  | Финал |
|  |               |               |               |  |  |           |           |           |  |  |       |        |       |
|  |               |               |               |  |  | A1        | Швеция    | 3         |  |  |       |        |       |
|  | B2            | Финляндия     | 8             |  |  | B2        | Финляндия | 2         |  |  |       |        |       |
|  | A3            | Словакия      | 5             |  |  |           |           |           |  |  | A1    | Швеция | 1     |
|  |               |               |               |  |  |           |           |           |  |  | А2    | Россия | 0     |
|  |               |               |               |  |  | B1        | Канада    | 5         |  |  |       |        |       |
|  | A2            | Россия        | 2             |  |  | А2        | Россия    | 6         |  |  |       |        |       |
|  | B3            | Чехия         | 1             |  |  |           |           |           |  |  |       |        |       |

### Четвертьфинал
Время местное (UTC-7).
| 2 января 2012 15:00 | Финляндия | 8:5 (2:2, 4:1, 2:2) | Словакия | Скоушабэнк-Сэдлдоум Зрителей: 14 558 |

| Отчёт | Отчёт | Отчёт  | Отчёт | Отчёт                                                                            |
| ----- | ----- | ------ | ----- | -------------------------------------------------------------------------------- |
|       |       |        |       |                                                                                  |
|       |       |        |       | Судьи: Вячеслав Буланов Брент Райбер Линейные судьи: Николас Флури Дмитрий Сивов |
|       |       |        |       |                                                                                  |
|       |       |        |       |                                                                                  |
|       |       |        |       |                                                                                  |
|       |       |        |       |                                                                                  |
|       |       |        |       |                                                                                  |
| 8 мин | Штраф | 51 мин |       |                                                                                  |
|       |       |        |       |                                                                                  |
|       | 38    | Броски | 29    |                                                                                  |

| 2 января 2012 19:00 | Россия | 2:1 (OT) (0:0, 1:1, 0:0, 1:0) | Чехия | Скоушабэнк-Сэдлдоум Зрителей: 16 681 |

| Отчёт                                                                                       | Отчёт                            | Отчёт                                   | Отчёт                     | Отчёт                                                                          |
| ------------------------------------------------------------------------------------------- | -------------------------------- | --------------------------------------- | ------------------------- | ------------------------------------------------------------------------------ |
|                                                                                             |                                  |                                         |                           |                                                                                |
|                                                                                             | Андрей Василевский — 00:00-61:30 | Вратари                                 | 00:00-61:30 — Петр Мразек | Судьи: Даниэль Пихачек Дерек Заласки Линейные судьи: Крис Карлсон Андре Шрадер |
|                                                                                             | Голы:                            |                                         |                           | Судьи: Даниэль Пихачек Дерек Заласки Линейные судьи: Крис Карлсон Андре Шрадер |
| Даниил Апальков — 32:47 (С. Барбашев, З. Арзамасцев) Григорий Желдаков — 61:30 (Н. Кучеров) | 0:1 :1 2:1                       | 27:16 — Якуб Цулек (Т. Гертл, Д. Яшкин) |                           | Судьи: Даниэль Пихачек Дерек Заласки Линейные судьи: Крис Карлсон Андре Шрадер |
|                                                                                             |                                  |                                         |                           | Судьи: Даниэль Пихачек Дерек Заласки Линейные судьи: Крис Карлсон Андре Шрадер |
|                                                                                             |                                  |                                         |                           | Судьи: Даниэль Пихачек Дерек Заласки Линейные судьи: Крис Карлсон Андре Шрадер |
|                                                                                             |                                  |                                         |                           | Судьи: Даниэль Пихачек Дерек Заласки Линейные судьи: Крис Карлсон Андре Шрадер |
| 4 мин                                                                                       | Штраф                            | 2 мин                                   |                           | Судьи: Даниэль Пихачек Дерек Заласки Линейные судьи: Крис Карлсон Андре Шрадер |
|                                                                                             |                                  |                                         |                           |                                                                                |
|                                                                                             | 45                               | Броски                                  | 39                        |                                                                                |

### Полуфинал
Время местное (UTC-7).
| 3 января 2012 15:00 | Швеция | 3:2 (Б) (0:1, 0:1, 2:0, 0:0, 1:0) | Финляндия | Скоушабэнк-Сэдлдоум Зрителей: 15 690 |

| Отчёт | Отчёт | Отчёт  | Отчёт | Отчёт                                                                         |
| ----- | ----- | ------ | ----- | ----------------------------------------------------------------------------- |
|       |       |        |       |                                                                               |
|       |       |        |       | Судьи: Брент Райбер Дерек Заласки Линейные судьи: Крис Карлсон Киль Мерчинсон |
|       |       |        |       |                                                                               |
|       |       |        |       |                                                                               |
|       |       |        |       |                                                                               |
|       |       |        |       |                                                                               |
|       |       |        |       |                                                                               |
| 0 мин | Штраф | 16 мин |       |                                                                               |
|       |       |        |       |                                                                               |
|       | 58    | Броски | 24    |                                                                               |

| 3 января 2012 19:00 | Канада | 5:6 (0:2, 1:3, 4:1) | Россия | Скоушабэнк-Сэдлдоум Зрителей: 19 289 |

| Отчёт | Отчёт                                                               | Отчёт | Отчёт                                                         | Отчёт                                                                            |
| --- | ------------------------------------------------------------------- | --- | ------------------------------------------------------------- | -------------------------------------------------------------------------------- |
| |                                                                     | |                                                               |                                                                                  |
| | Скотт Уэджвуд — 00:00-28:48 Марк Висентин — 28:48-58:47 59:35-59:44 | Вратари | 00:00-54:17 — Андрей Василевский 54:17-60:00 — Андрей Макаров | Судьи: Иан Крофт Юри Петтери Рённ Линейные судьи: Андре Шрадер Кристофер Вудворт |
| | Голы:                                                               | |                                                               | Судьи: Иан Крофт Юри Петтери Рённ Линейные судьи: Андре Шрадер Кристофер Вудворт |
| Бретт Коннолли — 22:37 (Ф. Хэмилтон, Дж. Юбердо) Дуги Хэмилтон (бол.) — 49:20 (М. Шайфли, М. Стоун) Джейден Шварц — 49:43 (Б. Галлахер) Брендан Галлахер — 51:59 (Д. Хэмилтон) Брэндон Гормли (бол.) — 54:17 (Б. Галлахер) | 0:1 0:2 1:2 1:3 1:4 1:5 1:6 2:6 3:6 4:6 5:6                         | 07:26 — Евгений Кузнецов (Н. Якупов) 13:50 — Никита Нестеров (бол.) (Г. Желдаков) 24:24 — Евгений Кузнецов (А. Хохлачёв, Н. Якупов) 28:48 — Евгений Кузнецов (Н. Якупов, А. Сергеев) 30:30 — Александр Хохлачёв (бол.) (Е. Кузнецов, Н. Якупов) 47:54 — Никита Кучеров (М. Григоренко, И. Земченко) |                                                               | Судьи: Иан Крофт Юри Петтери Рённ Линейные судьи: Андре Шрадер Кристофер Вудворт |
| |                                                                     | |                                                               | Судьи: Иан Крофт Юри Петтери Рённ Линейные судьи: Андре Шрадер Кристофер Вудворт |
| |                                                                     | |                                                               | Судьи: Иан Крофт Юри Петтери Рённ Линейные судьи: Андре Шрадер Кристофер Вудворт |
| |                                                                     | |                                                               | Судьи: Иан Крофт Юри Петтери Рённ Линейные судьи: Андре Шрадер Кристофер Вудворт |
| 45 мин | Штраф                                                               | 16 мин |                                                               | Судьи: Иан Крофт Юри Петтери Рённ Линейные судьи: Андре Шрадер Кристофер Вудворт |
| |                                                                     | |                                                               |                                                                                  |
| | 56                                                                  | Броски | 24                                                            |                                                                                  |

### Матч за 5-е место
Время местное (UTC-7).
| 4 января 2012 19:00 | Чехия | 5:2 (3:0, 1:1, 1:1) | Словакия | Скоушабэнк-Сэдлдоум Зрителей: 12 923 |

| Отчёт | Отчёт | Отчёт  | Отчёт | Отчёт                                                                        |
| ----- | ----- | ------ | ----- | ---------------------------------------------------------------------------- |
|       |       |        |       |                                                                              |
|       |       |        |       | Судьи: Девин Кляйн Микаэль Норд Линейные судьи: Николас Флури Ханну Сормунен |
|       |       |        |       |                                                                              |
|       |       |        |       |                                                                              |
|       |       |        |       |                                                                              |
|       |       |        |       |                                                                              |
|       |       |        |       |                                                                              |
| 6 мин | Штраф | 18 мин |       |                                                                              |
|       |       |        |       |                                                                              |
|       | 46    | Броски | 31    |                                                                              |

### Матч за 3-е место
Время местное (UTC-7).
| 5 января 2012 13:30 | Канада | 4:0 (1:0, 2:0, 1:0) | Финляндия | Скоушабэнк-Сэдлдоум Зрителей: 18 595 |

| Отчёт | Отчёт                       | Отчёт   | Отчёт                          | Отчёт                                                                            |
| --- | --------------------------- | ------- | ------------------------------ | -------------------------------------------------------------------------------- |
| |                             |         |                                |                                                                                  |
| | Марк Висентин — 00:00-60:00 | Вратари | 00:00-60:00 — Сами Айттокаллио | Судьи: Вячеслав Буланов Иан Крофт Линейные судьи: Андре Шрадер Кристофер Вудворт |
| | Голы:                       |         |                                | Судьи: Вячеслав Буланов Иан Крофт Линейные судьи: Андре Шрадер Кристофер Вудворт |
| Таннер Пирсон (бол.) — 09:08 (Д. Хэмилтон, М. Шайфли) Марк Шайфли — 25:35 (Т. Пирсон) Куинтон Хауден (бол.) — 39:29 (Ф. Хэмилтон, Р. Мюррей) Куинтон Хауден — 57:35 (М. Стоун), Ф. Хэмилтон) | 1:0 2:0 3:0 4:0             |         |                                | Судьи: Вячеслав Буланов Иан Крофт Линейные судьи: Андре Шрадер Кристофер Вудворт |
| |                             |         |                                | Судьи: Вячеслав Буланов Иан Крофт Линейные судьи: Андре Шрадер Кристофер Вудворт |
| |                             |         |                                | Судьи: Вячеслав Буланов Иан Крофт Линейные судьи: Андре Шрадер Кристофер Вудворт |
| |                             |         |                                | Судьи: Вячеслав Буланов Иан Крофт Линейные судьи: Андре Шрадер Кристофер Вудворт |
| 8 мин | Штраф                       | 16 мин  |                                | Судьи: Вячеслав Буланов Иан Крофт Линейные судьи: Андре Шрадер Кристофер Вудворт |
| |                             |         |                                |                                                                                  |
| | 44                          | Броски  | 27                             |                                                                                  |

### Финал
Время местное (UTC-7).
| 5 января 2012 18:00 | Швеция | 1:0 (OT) (0:0, 0:0, 0:0, 1:0) | Россия | Скоушабэнк-Сэдлдоум Зрителей: 18 722 |

| Отчёт                             | Отчёт                         | Отчёт   | Отчёт                        | Отчёт                                                                         |
| --------------------------------- | ----------------------------- | ------- | ---------------------------- | ----------------------------------------------------------------------------- |
|                                   |                               |         |                              |                                                                               |
|                                   | Юхан Густафссон — 00:00-70:09 | Вратари | 00:00-70:09 — Андрей Макаров | Судьи: Брент Райбер Дерек Заласки Линейные судьи: Крис Карлсон Киль Мерчинсон |
|                                   | Голы:                         |         |                              | Судьи: Брент Райбер Дерек Заласки Линейные судьи: Крис Карлсон Киль Мерчинсон |
| Мика Зибанежад — 70:09 (П. Немет) | 1:0                           |         |                              | Судьи: Брент Райбер Дерек Заласки Линейные судьи: Крис Карлсон Киль Мерчинсон |
|                                   |                               |         |                              | Судьи: Брент Райбер Дерек Заласки Линейные судьи: Крис Карлсон Киль Мерчинсон |
|                                   |                               |         |                              | Судьи: Брент Райбер Дерек Заласки Линейные судьи: Крис Карлсон Киль Мерчинсон |
|                                   |                               |         |                              | Судьи: Брент Райбер Дерек Заласки Линейные судьи: Крис Карлсон Киль Мерчинсон |
| 4 мин                             | Штраф                         | 8 мин   |                              | Судьи: Брент Райбер Дерек Заласки Линейные судьи: Крис Карлсон Киль Мерчинсон |
|                                   |                               |         |                              |                                                                               |
|                                   | 58                            | Броски  | 17                           |                                                                               |

## Рейтинг и статистика

### Итоговое положение команд

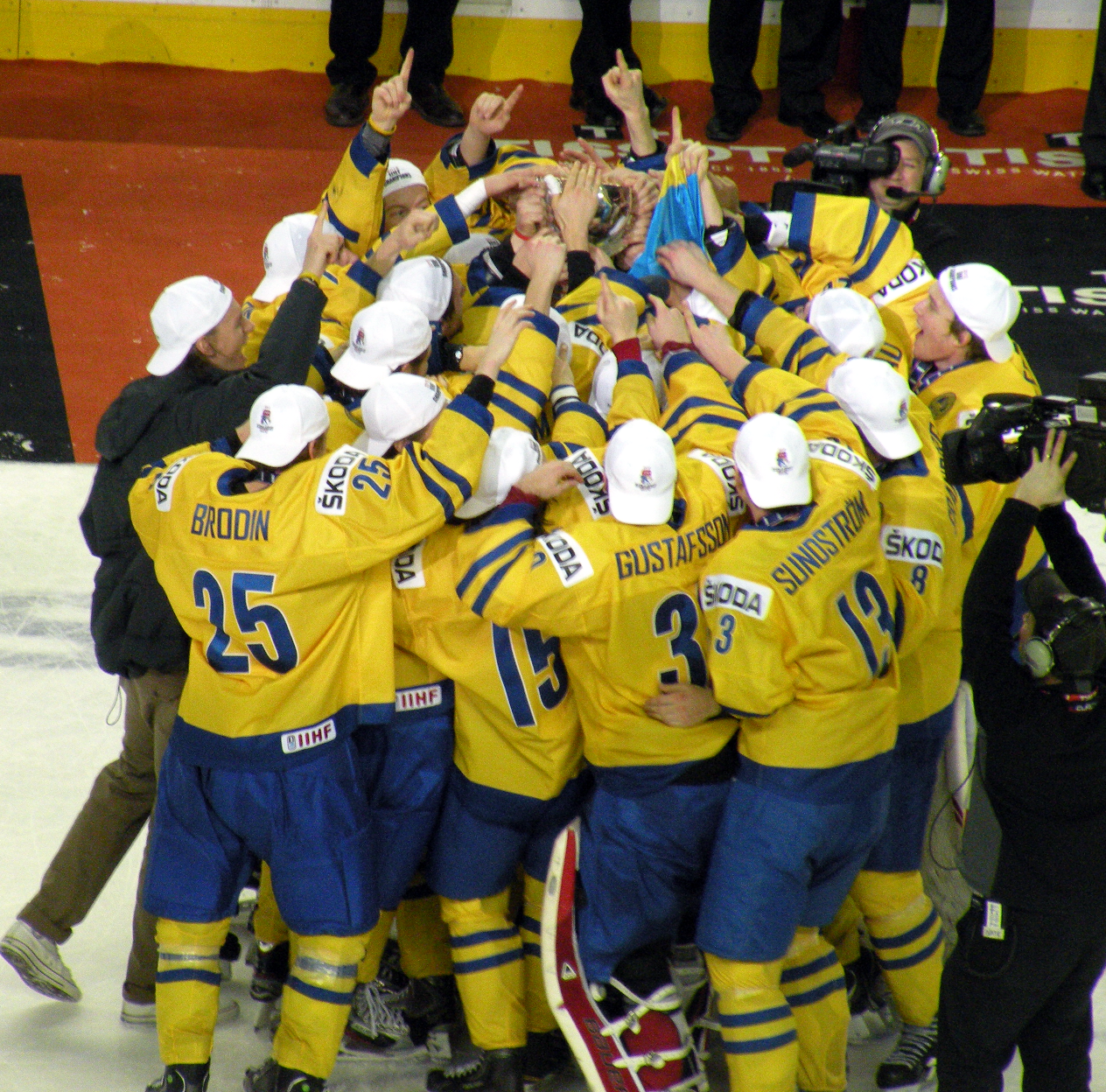
Сборная Швеции празднует победу

| 1   | Швеция    |
| 2   | Россия    |
| 3   | Канада    |
| 4.  | Финляндия |
| 5.  | Чехия     |
| 6.  | Словакия  |
| 7.  | США       |
| 8.  | Швейцария |
| 9.  | Латвия    |
| 10. | Дания     |

| Чемпион мира по хоккею с шайбой среди молодёжных команд 2012 |
| Швеция Второй титул                                          |

### Лучшие бомбардиры
| Игрок            | И | Г | П | О  | Штр | +/− |
| ---------------- | - | - | - | -- | --- | --- |
| Евгений Кузнецов | 7 | 6 | 7 | 13 | 4   | +6  |
| Макс Фриберг     | 6 | 9 | 2 | 11 | 22  | +4  |
| Микаэль Гранлунд | 7 | 2 | 9 | 11 | 0   | +4  |
| Марк Стоун       | 6 | 7 | 3 | 10 | 2   | +10 |
| Теему Пулккинен  | 7 | 6 | 4 | 10 | 2   | +4  |
| Райан Строум     | 6 | 3 | 6 | 9  | 8   | +9  |
| Остин Уотсон     | 6 | 3 | 6 | 9  | 0   | +6  |
| Никита Гусев     | 7 | 3 | 6 | 9  | 0   | +5  |
| Джонатан Юбердо  | 6 | 1 | 8 | 9  | 16  | +8  |
| Наиль Якупов     | 7 | 0 | 9 | 9  | 6   | +4  |

Примечание: И = Количество проведённых игр; Г = Голы; П = Голевые передачи; О = Очки; Штр = Штрафное время; +/− = Плюс-минус
По данным: IIHF.com

### Лучшие вратари
В списке вратари, сыгравшие не менее 40 % от всего игрового времени их сборной.
| Игрок              | ВП     | Бр  | ПШ | КН   | %ОБ   | И"0" |
| ------------------ | ------ | --- | -- | ---- | ----- | ---- |
| Андрей Василевский | 298:31 | 213 | 10 | 2.01 | 95.31 | 2    |
| Марк Висентин      | 210:08 | 89  | 5  | 1.43 | 94.38 | 1    |
| Сами Айттокаллио   | 310:00 | 206 | 13 | 2.52 | 93.69 | 1    |
| Петр Мразек        | 361:30 | 208 | 15 | 2.49 | 92.79 | 1    |
| Скотт Уэджвуд      | 148:48 | 71  | 6  | 2.42 | 91.55 | 1    |

Примечание: ВП = Время на площадке; Бр = Броски по воротам; ПШ = Пропущено шайб; КН = Коэффициент надёжности; %ОБ = Процент отражённых бросков; И"0" = «Сухие игры»
По данным: IIHF.com

### Индивидуальные награды
Самый ценный игрок (MVP):
- Евгений Кузнецов

Лучшие игроки:
- Вратарь:  Петр Мразек
- Защитник:  Брэндон Гормли
- Нападающий:  Евгений Кузнецов

Сборная всех звёзд:
- Вратарь:  Петр Мразек
- Защитники:  Брэндон Гормли —  Оскар Клефбом
- Нападающие:  Евгений Кузнецов —  Макс Фриберг —  Микаэль Гранлунд